# Hexatoma (Eriocera) politovertex
Hexatoma (Eriocera) politovertex is een tweevleugelige uit de familie steltmuggen (Limoniidae). De soort komt voor in het Oriëntaals gebied.